# サニー (スーパーマーケット)

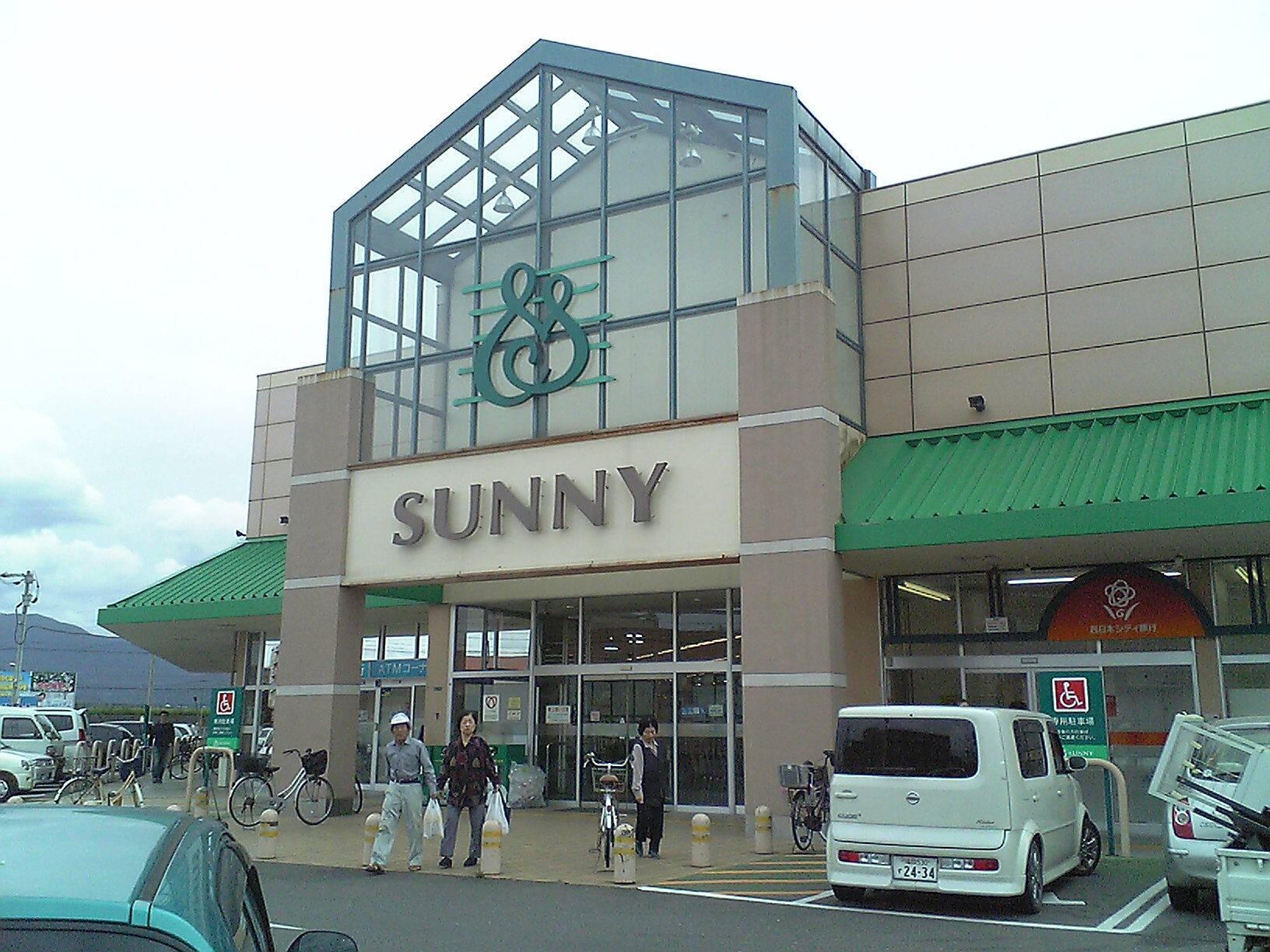
サニー前原店（福岡県糸島市）

サニー (英: SUNNY) は、株式会社イズミ傘下の株式会社ゆめマート熊本が、九州地区（福岡県、熊本県、大分県、佐賀県、長崎県）で展開するスーパーマーケットである。
1963年（昭和38年）8月29日に設立された株式会社サニー (英: Sunny Co.,Ltd.) が運営していたが、2008年（平成20年）7月1日付で株式会社西友が吸収合併し、以降は西友が運営していた。西友の九州地区からの撤退により、2024年（令和6年）8月1日付でゆめマート熊本が西友から事業承継した。

## 歴史

### 岩田屋グループのスーパーマーケットへの進出
福岡市で当時地場資本の百貨店として営業していた岩田屋は、1960年（昭和35年）4月に他社との共同出資で福岡市に「株式会社しろや」を設立し、同年6月15日に福岡市の香椎団地にスーパーマーケットを開店したのが、同グループの量販店事業の始まりである。
翌年・1961年（昭和36年）10月9日には岩田屋の出資で福岡市にスーパーマーケットの「株式会社グランドストア西都」を設立し、同年11月10日に西鉄名店街（西鉄福岡駅の駅ナカ商業施設）地階にスーパーマーケットを開店した。
本社は福岡県福岡市中央区天神2丁目11番1号の岩田屋本社内に置かれ、その後福岡市中央区清川1丁目8-18（福岡店内）、福岡市中央区平尾2丁目20番35号（平尾店内）に置かれた。

### 株式会社サニーの設立と発展
全国で百貨店と提携してスーパーマーケットチェーンを設立した伊藤忠商事と共同出資で、1963年（昭和38年）8月29日に「株式会社サニー」を設立し、岩田屋本社内に本部を置いたのが、当社の始まりである。
そして、同年11月18日に1号店として熊本市水前寺に「水前寺店」を開店したのを皮切りに、九州各地へ店舗展開を進めた。
その際には、「株式会社しろや」や「株式会社グランドストア西都」が先行して設立されていた経緯もあり、当初は「株式会社しろや」が団地内での出店を行い、「株式会社サニー」はそれ以外の場所への出店を行うことで棲み分けを目指していた。
しかし、品揃えなどの面で「株式会社しろや」が苦戦したことから、1985年（昭和60年）までに堤店と原店の2店以外は当社が継承することになった。
また、石油危機で物価が高騰したのを好機と捉えて事業拡大をすると共に、1974年（昭和49年）6月には本部をニュー平尾店内に移転してコンピューターを導入するなど近代化も図った。
その後、1981年（昭和56年）3月にベスト電器とフランチャイズ契約を締結したのを皮切りに、1982年（昭和57年）4月に大洋ストアと資本・業務提携、1983年（昭和58年）2月にスーパーヤマエと資本・業務提携するなど、提携戦略も進めた。
なお、グランドストア西都は後に株式を西日本鉄道に売却、西鉄グループとなった後に同じ西鉄グループのタミーに吸収され西鉄タミーとなり、更に西鉄ストアに吸収されている。

### 西友の傘下に入り、吸収合併
2001年（平成13年）8月28日に連結債務超過に陥っていた岩田屋が、再建策の一環として、保有する「株式会社サニー」の発行済み株式47.7%を約38億円で西友に売却することを発表。
これに伴い、同年11月19日に臨時株主総会を開催して西友グループのエス・エス・ブイの海老根政勝会長が、社長に就任した。
その後、2004年（平成16年）3月26日には西友が伊藤忠商事保有の全株を取得して出資比率を約88.8%に引き上げて、同年4月1日に西友グループと運営を一体化し、同年6月1日には西友がグループ外保有の全株式を株式交換で取得して同社の完全子会社とされることになった。
そして、2005年（平成17年）9月1日に西友営業統括部長が社長を兼務して経営を事実上一本化し、2008年（平成20年）7月1日に「株式会社西友（現・合同会社西友）」に吸収合併されて法人としての「株式会社サニー」は消滅することになった。

### 西友への吸収合併後
合併直後の2008年（平成20年）11月5日に「サニー南熊本店」を開店したが、西友がその後2012年（平成24年）3月28日に「西友つくば竹園店」を開店するまで出店を凍結した。
2015年（平成27年）2月時点で福岡県69店と熊本県6店の他、佐賀県と大分県に各1店の合計77店舗を展開していたが、同年3月末までに「南熊本店」を含めた11店を閉店し、同年4月末に「おおき店」を閉店するなど不採算店の大量閉鎖を行うことになった。なお、残った店舗は「サニー」の店名で引き続き店舗を展開するとしている。
2021年（令和3年）4月29日、「西友春日店」を「サニー春日店」としてリニューアルオープンした。これにより、福岡県における西友の店舗は「サニー」の店名に統一された。

### イズミグループへ
2024年（令和6年）4月、イズミの子会社のゆめマート熊本が、「サニー」の店舗および、長崎県内の西友2店舗を、西友から会社分割によって承継することを発表、同年8月1日付でゆめマート熊本へ承継された。
イズミは、ゆめマート熊本への承継後も「サニー」の屋号は継続して使用し、また西友時代から大半の店舗で実施してきた24時間営業も当面継続するとした。
またイズミは、西友のプライベートブランド（「みなさまのお墨付き」「きほんのき」「食の幸」）の販売継続も希望し、当面は継続販売された。しかしイズミは翌2025年（令和7年）3月に、西友のプライベートブランドは在庫限りで取り扱い終了し、代わって日本流通産業（ニチリウ）の「くらしモア」を導入すると発表した。
サニー（長崎県の西友を含む）では、2022年4月26日より西友と楽天ペイメントの提携により、「楽天ポイントカード」を取り扱っているが、承継日当日にゆめマート熊本が楽天ペイメントと新たに提携を締結したことにより、「楽天ポイントカード」は運営会社の変更後も継続して利用可能となった。
長崎県内の西友2店舗（西友長崎駅店・西友道の尾店、いずれも長崎市）は、西友道の尾店は2024年11月1日に、西友長崎駅店は2025年2月1日に、「サニー」へそれぞれ屋号を変更した。サニーは創業初期の1968年（昭和43年）10月に、長崎県に「サニーショッピングセンター」とその核店舗として「サニー長崎店」を展開したが、短命に終わっていた。そのため、この屋号変更により「サニー」の店舗が長崎県内に半世紀ぶりに復活した。

## 社長
- 松本金也（1919-2008） ‐ 岩田屋創業家の中牟田家の姻戚（2代目中牟田喜兵衛の娘婿）で、実家は熊本の乾物商で熊本県多額納税者。一時岩田屋取締役も務め、サニーの実質的な創業者となった。サニーは当初衣料品や雑貨を含めた総合スーパーを目指し、ダイエーとも提携するなど試行錯誤したが、松本が食品スーパーに特化させて業績を上げ、マルキョウと福岡都市圏を２分する大手に成長させた。[33][34]
- 松本英一 ‐ 金也の長男。西友へ身売り後ボンラパスに転じたが、同社売却時に退社。[34]
- 木内政雄
- 中村一夫 ‐ 元西友執行役シニアバイスプレジデント営業統括本部長[35]
- 野田亨 ‐ 三菱商事、ベルリッツインターナショナル（ベネッセ傘下）を経て、元西友執行役エグゼクティブ・バイス・プレジデント（EVP）最高執行責任者（COO）[36]

## 沿革
- 1960年（昭和35年）
  - 4月 - 岩田屋などの共同出資により、福岡市に「株式会社しろや」を設立[2]。
  - 6月15日 - 「しろや」が福岡市の香椎団地にスーパーマーケットを開店[2]。
- 1961年（昭和36年）
  - 10月9日 - 岩田屋の出資により、福岡市にスーパーマーケット「株式会社グランドストア西都」を設立[2]。
  - 11月10日 - 「グランドストア西都」が福岡西鉄名店街地階にスーパーマーケットを開店[2]。
- 1963年（昭和38年）
  - 8月29日 - 岩田屋と伊藤忠商事の共同出資により、スーパーマーケット「株式会社サニー」を設立[2]。
  - 11月18日 - 「株式会社サニー」が、1号店として熊本市水前寺に「水前寺店」を開店[2]。
- 1964年（昭和39年）
  - 9月 - 岩田屋などの共同出資により、宗像郡宗像町（現・宗像市）にスーパーマーケット「株式会社森林都市ショッピングセンター」を設立[2]。
  - 7月3日 - 福岡店（現・渡辺通店）を開店し、本部を岩田屋本社内から福岡店内に移転[2]。
- 1971年 (昭和46年) - サニーと岩田屋、食品卸のヤマエ久野の合弁事業として、「スーパーヤマエ」を設立[37]
- 1974年（昭和49年）6月 - 本部をニュー平尾店内に移転し、コンピューターを導入[2]。
- 1976年（昭和51年） - 21時までの夜間営業を一部店舗で開始[2]。
- 1981年（昭和56年）
  - 3月 - ベスト電器とフランチャイズ契約を締結[10]。
- 1982年（昭和57年）
  - 4月 - 大洋ストアと資本・業務提携[10]。
- 1983年（昭和58年）
  - 2月 - スーパーヤマエと資本・業務提携[10]。
- 1993年（平成5年）
  - 3月1日 - 関連会社のスーパーヤマエと大洋ストアを合併し「サニーヤマエ」へ商号変更。[38]
- 1999年（平成11年）
  - 9月 - 株式会社サニーが、サニーヤマエを吸収合併[39]。
- 2001年（平成13年）
  - 8月28日 - 岩田屋より株式を譲渡、西友傘下となることを発表[11]。
  - 11月19日[12] - 西友グループのエス・エス・ブイの海老根政勝会長が[12]、サニー社長に就任[13][注釈 3]。
- 2004年（平成16年）
  - 3月26日 - 西友が伊藤忠商事保有の全株を取得して出資比率を約88.8%に引き上げ[14]。
  - 4月1日 - 西友グループと運営を一体化[15]。
  - 6月1日 - 株式交換でグループ外保有の全株式を取得し、西友の完全子会社となる[16]。
- 2005年（平成17年）
  - 9月1日 - 西友営業統括部長が社長を兼務し、経営を事実上一本化する[17]。
- 2008年（平成20年）7月1日 - 親会社である「株式会社西友」に吸収合併される[3]。
- 2015年（平成27年）
  - 3月末 - 「南熊本店」を含めた11店を閉店[20]。
  - 4月末 - 「おおき店」を閉店[21]。
- 2021年（令和3年）
  - 2月25日 - 福岡県福岡市中央区港1丁目（キテラタウン福岡長浜内）に「サニー福岡長浜店」を開店[40]。
  - 4月24日 - 福岡県福岡市東区千早3丁目（GARDENS CHIHAYA内）に「サニーガーデンズ千早店」を開店[41]。
  - 4月29日 - 「西友春日店」を「サニー春日店」としてリニューアルオープン。福岡県の西友運営店舗を「サニー」の店名に統一[23]。
- 2022年（令和4年）
  - 4月5日 - 楽天Edyの決済サービスを開始。
  - 4月26日 - 楽天ポイントのサービスを開始。なお、サニーでポイントカードを導入するのは14年半ぶりである。
  - 6月23日 - 福岡県福岡市南区桧原7丁目に「サニー福岡桧原店」を開店[42]。
- 2023年（令和5年）
  - 4月27日 - 福岡県福岡市博多区住吉5丁目に「サニー博多住吉店」を開店[43]。
- 2024年（令和6年）
  - 4月3日 - 全店舗をイズミの連結子会社ゆめマート熊本へ承継することを発表[24][24]。
  - 8月1日 - 全店舗をゆめマート熊本が承継完了[9]。
  - 11月1日 - 「西友道の尾店」を「サニー道の尾店」へ屋号変更、サニー屋号の店舗が長崎県に半世紀ぶりに復活[30]。
- 2025年（令和7年）
  - 1月30日 - 福岡県福岡市西区に「サニー九大学研都市店」を開店[44]。
  - 2月1日 - 「西友長崎駅店」を「サニー長崎駅店」へ屋号変更[31]。
  - 3月28日 - 店舗で取り扱うプライベートブランドについて、西友の「みなさまのお墨付き」「きほんのき」「食の幸」の取り扱いを在庫限りとし、代わって日本流通産業（ニチリウ）の「くらしモア」を導入すると発表[27]。

## 現行店舗
2025年（令和7年）2月現在、福岡県63店舗、熊本県3店舗、長崎県2店舗、佐賀県・大分県に各1店舗の計70店舗を営業している。現行店舗については、ゆめマート熊本公式サイト「店舗一覧」を参照。
西友に吸収合併後も屋号は変更されなかった。福岡県においては、既存の西友店舗がサニーに屋号が変更された（サニー美野島店、サニー那珂川店など）。福岡県で最後に残った西友春日店（アクロスモール春日内）が2021年4月29日にサニー春日店へ屋号を変更したことにより、九州内の西友ブランド店舗は長崎県の2店舗のみとなった（2024年8月現在）。この2店舗はゆめマート熊本への承継後に屋号が「サニー」に変更され、これにより長崎県に再進出した。
かつては一部の店舗でカルチャーセンターの運営も行っていた。
★は西友からサニーへ屋号が変更された店舗。☆は系列店舗（サニーヤマエ・しろや等）からの転換店舗。

### 福岡県

#### 福岡市中央区
- 赤坂店（福岡市中央区赤坂[46]1-9-1、1979年（昭和54年）11月開店[46]）

店舗面積488m2。
- 小笹店（福岡市中央区小笹3-10-33、旧ダイエー小笹店)
- 警固店（福岡市中央区警固2-10-20）
- 那の川店（福岡市中央区那の川2-6-1）
- 梅光園店（福岡市中央区梅光園団地8-1）

サニーヤマエ梅光園店 → 梅光園店☆（福岡市中央区梅光園団地575-10）
- 平尾店

ニュー平尾店 → （2代目）平尾店（福岡市中央区平尾2丁目20番35号、1972年（昭和47年）4月開店）
店舗面積987m2。
- 福岡長浜店（福岡市中央区港1丁目10番1号、2021年（令和3年）2月25日開店）
- 渡辺通店

福岡店 → 渡辺通店（福岡市中央区清川1-8-18、1964年（昭和39年）7月3日開店 → 2001年（平成13年）3月1日渡辺通店として新装開店）
店舗面積2,233m2。
開店時に岩田屋本社内から当店内に本部を移転した。
渡辺通り、住吉通り、日赤通り、城南線が交差する渡辺通り一丁目交差点付近に立地しており、2001年（平成13年）3月1日、渡辺通店として新装開店した際には総菜やパンなどの即食商品に力点を置いた品揃えを行っていた。

#### 福岡市博多区
- 駅南店（福岡市博多区博多駅南）
- 呉服町店（福岡市博多区呉服町10番10号[49]、2003年（平成15年）10月開店[49]）

店舗面積3,612m2、
エレデ博多寿屋跡地に建てられた呉服町ビジネスセンタービルの核テナント。サニーちゃんが現存する珍しい店舗。
- 月隈店（福岡市博多区月隈、2001年（平成13年）5月19日開店・旧:月隈サティ[52]）

2001年（平成13年）3月1日にマイカル九州から営業譲渡され、同年5月19日に新装開店した。
- 東比恵店（福岡市博多区東比恵2丁目15番18号）
- 美野島店★（福岡市博多区美野島3丁目20番5号[39]）
- 吉塚駅前店（福岡市博多区吉塚本町13-40、2007年（平成19年）10月24日開店[54]）
- 博多住吉店（福岡県福岡市博多区住吉5丁目5-33、2023年（令和5年）4月27日開店、売場面積944.02m2）

#### 福岡市東区
- オークタウン店（福岡市東区香椎駅東[46]、1980年（昭和55年）10月開店[46]）

店舗面積450m2。
- ガーデンズ千早店（福岡市東区千早3丁目6番37号 ガーデンズ千早1階、2021年（令和3年）4月24日開店）
- 奈多店（福岡市東区奈多[46]、1979年（昭和54年）7月開店[46]）

店舗面積1,716m2。
- 八田店

新八田店 → （2代目）八田店（福岡市東区八田1丁目4番45号、2004年（平成16年）2月開店）
店舗面積2,020m2。
- 舞松原店（福岡市東区青葉2丁目8番5号）

#### 福岡市南区
- 長住店（福岡市南区長住2丁目23番7号、1976年（昭和51年）7月開店[46]）

店舗面積1,219m2。
「しろや」がサニーのボランタリーチェーンとして開店した。
- 野間店（福岡市南区野間3丁目10番30号[56]、1970年（昭和45年）3月開店[46][56]）

店舗面積1,143m2、延べ床面積約2,200m2。直営店舗面積1,077m2。
- 向新町店（福岡市南区向新町1丁目14番50号[49]、1999年（平成11年）4月開店[要出典]）

店舗面積1,350m2、延べ床面積約1,895m2。直営店舗面積1,350m2。
- 若久店（福岡市南区若久5丁目25番5号[49]、1996年（平成8年）4月開店[49]）

店舗面積1,488m2、延べ床面積約1,951m2。直営店舗面積1,488m2。
- 福岡桧原店（福岡市南区桧原7丁目59番1号、2022年（令和4年）6月23日開店、売場面積1,395m2[42]）

#### 福岡市西区
- 下山門店（福岡市西区上山門1丁目2番26号[注釈 4][1]、1976年（昭和51年）7月開店[46]）

店舗面積1,251m2。
- 福重店（福岡市西区拾六町2丁目3番1号[57]、2001年（平成13年）5月19日開店・旧:福重サティ[52]）

店舗面積2,765m2、延べ床面積約4,264m2。直営店舗面積2,765m2。
2001年（平成13年）3月1日にマイカル九州から営業譲渡、同年5月19日に新装開店した。
- 姪浜店（福岡市西区内浜1丁目7番1号・ウエストコート姪浜内[57]、1996年（平成8年）4月開店[57]）

直営店舗面積2,190m2。
「ウエストコート姪浜」の店舗面積9,589m2、延べ床面積約16,138m2。
- 九大学研都市店（福岡市西区北原2丁目6番6号、2025年（令和7年）1月30日開店[44]）

売場面積1,486m2

#### 福岡市城南区
- 北片江店

サニーヤマエ北片江店 → 北片江店☆（福岡市城南区片江1丁目4番3号）
店舗面積987m2。
- 茶山店★（福岡市城南区茶山1丁目7番6号[49]、2000年（平成12年）12月開店[49]）

店舗面積2,090m2。
- 堤店☆（福岡市城南区堤団地28-1、旧しろや[2]）
- 長尾店（福岡市城南区長尾[46]、1977年（昭和52年）7月開店[46]）

店舗面積1,060m2。
- 七隈店（福岡市城南区七隈4丁目1番1号[57]、1973年（昭和48年）9月開店[46][57]）

店舗面積1,560m2、延べ床面積約2,575m2。直営店舗面積1,560m2。
- 別府店（福岡市城南区鳥飼5丁目13番15号、（旧・西区）鳥飼5-13-28[1]、1967年（昭和42年）11月開店[46]）

店舗面積622m2。

#### 福岡市早良区
- 荒江店（福岡市早良区（旧・西区）荒江[46]2-11-41[1]、1966年（昭和41年）11月開店[46]）

店舗面積559m2。
- 有田店（福岡市早良区有田5丁目24番34号[56]、1980年（昭和55年）7月開店[46][56]）

店舗面積1,305m2、延べ床面積約1,875m2。直営店舗面積1,305m2。
- 重留店（福岡市早良区重留6丁目3番2号[56]、1999年（平成11年）10月開店[56]）

店舗面積1,695m2、延べ床面積約2,295m2。直営店舗面積1,695m2。
- 高取店（福岡市早良区高取1丁目1番28号）

藤崎店 → 高取店（福岡市早良区高取・高取市街地住宅ビル、1977年（昭和52年）11月開店）
店舗面積1,021m2。
97年12月より藤崎店から名称変更。また2Fにはカルチャーセンターがあるが、かつてはサニーによる運営であった
- 原店☆（福岡市早良区原団地10番12号[47]・旧しろや[2]）
- 星の原店（福岡市早良区星の原団地33番10号[47]、1972年（昭和47年）3月開店[46]）

店舗面積629m2。
- 室見店☆（福岡市早良区南庄[46]、1981年（昭和56年）10月開店[46]）

店舗面積1,048m2。
旧しろや

#### 北九州市
- 二島店（北九州市若松区鴨生田[46]、1984年（昭和59年）8月開店[46]）

店舗面積1,465m2。
- 本城店（北九州市八幡西区光貞台[46]、1978年（昭和53年）11月開店[46]）

店舗面積939m2。

#### 久留米市
- 久留米南店（久留米市大善寺町宮本456）
- 善導寺店（久留米市善導寺町飯田393-4、1988年（昭和63年）3月開店[46][49]）

店舗面積1,706m2、延べ床面積約2,208m2。直営店舗面積1,169m2。
- みいまち店（久留米市御井町2232[49]、1989年（平成元年）9月開店[58][49]）

店舗面積1,498m2、延べ床面積約2,090m2。

#### 筑後市
- ちくご店（筑後市大字山ノ井737-3、1989年（平成元年）11月開店[57]）

店舗面積2,000m2、延べ床面積約2,938m2。

#### 筑紫野市
- 光が丘店（筑紫野市光ヶ丘4丁目1番1号[55]、1991年（平成3年）11月開店[55]）

店舗面積1,499m2、延べ床面積約1,995m2。直営店舗面積1,499m2。

#### 春日市
- 春日店★（春日市春日5丁目17番地、2021年4月29日に西友春日店からリブランド。）
- 春日原店（春日市春日原北町2丁目20番1[55]、1974年（昭和49年）4月開店[46][55]）

店舗面積1,587m2、延べ床面積約3,895m2。直営店舗面積1,587m2。
- 宝町店（春日市伯玄町2丁目18番[55]、1984年（昭和59年）4月開店[55]）

店舗面積1,404m2、延べ床面積約1,485m2。直営店舗面積1,404m2。
- ちくし台店（春日市ちくし台1丁目19番[注釈 5][1]、1972年（昭和47年）11月開店[46]）

店舗面積756m2。
- 日の出町店（春日市日の出町6丁目42番）

#### 宗像市
- 森林都市店（宗像市自由ケ丘3丁目12番6号[46]、1978年（昭和53年）6月開店[46]）

店舗面積1,284m2。
岩田屋などの共同出資で設立したスーパーマーケットの「株式会社森林都市ショッピングセンター」として開業した。
- 日の里店（宗像市日の里1丁目28番[46]（旧・宗像郡宗像町）日の里1[1]、1975年（昭和50年）4月開店[46]）

店舗面積758m2。

#### 糸島市（旧:前原市）
- 加布里店（糸島市[注釈 6]大字神在新開1389-4[57]（1989年（平成元年）11月開店[58]）

直営店舗面積2,282m2。
- 前原店（糸島市浦志1丁目7番7号[注釈 7][57]、1998年（平成10年）10月開店[57]）
店舗面積2,150m2[57]、延べ床面積約2,767m2[57]。直営店舗面積2,150m2[57]。

#### 那珂川市
- 那珂川店★（那珂川市片縄3丁目113番[55]、1980年（昭和55年） 5月開店[46][55]）

店舗面積1,480m2。
店舗面積1,499m2、延べ床面積約1,995m2。直営店舗面積1,499m2。

#### 大野城市
- 白木原店（大野城市白木原1-7-5）

#### 古賀市
- 古賀店★（古賀市中央4-1-1）

#### 糟屋郡
- 須恵店（須恵町大字須恵字赤坂488-1）
- 原町店（粕屋町若宮1-8-5）

### 佐賀県
- 鳥栖店

ニュー鳥栖店 → （2代目）鳥栖店（鳥栖市元町、1986年（昭和61年）4月開店）
店舗面積900m2。

### 長崎県
- 道の尾店★（長崎市葉山1-6-10、2024年（令和6年）11月1日に西友道の尾店から屋号変更[30]）
- 長崎駅店★（長崎市長崎市尾上町1-1 アミュプラザ長崎1F、2025年（令和7年）2月1日に西友長崎駅店から屋号変更[31]）

### 熊本県
- 菊池店（菊池市隈府北原609-1・夢空間内[49]）

直営店舗面積1,451m2。
- 桜木店（熊本市花立[58]（現・東区）、1982年（昭和57年）5月開店[58]）

店舗面積1,043m2。
- 水前寺店（熊本市水前寺1丁目17番29号[1]（現・中央区）、1963年（昭和38年）11月18日開店[2]）

店舗面積1,469m2 → 998m2（再オープン後）。
サニー1号店
平成28年熊本地震により被災し、改修を断念して解体。店舗と駐車場の立地を入れ替える形で、2017年（平成29年）4月27日再オープン

### 大分県
- 日田店（日田市大字渡里71-1[57]、1994年（平成6年）12月開店[57]）

店舗面積4,143m2、延べ床面積約5,844m2。直営店舗面積2,500m2。

## 過去に存在した店舗

### 福岡県

#### 福岡市

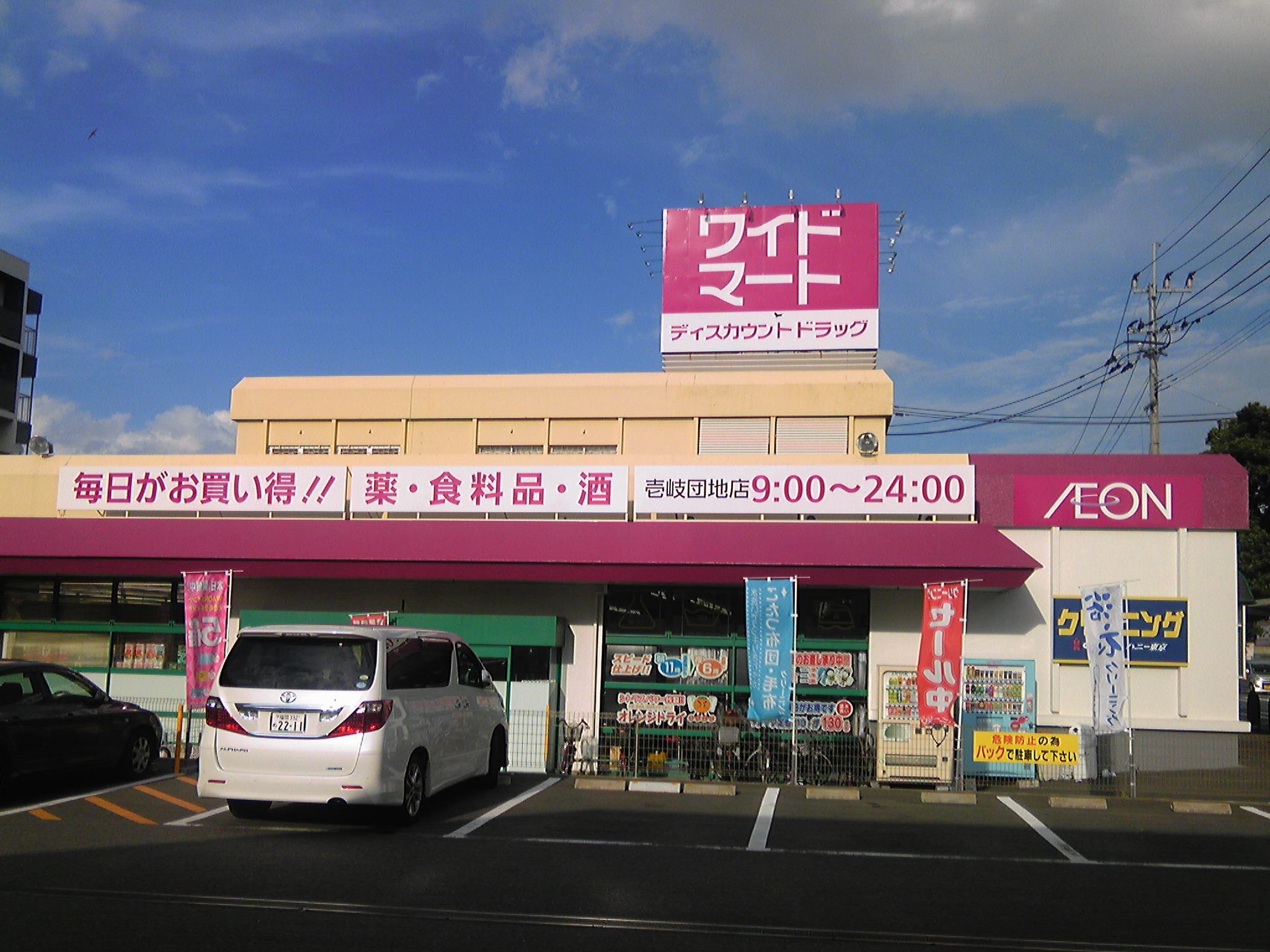
旧・サニー壱岐団地店の跡地にあったワイドマート壱岐団地店
のちにダイソー福岡壱岐団地店となる。

- （初代）平尾店（福岡市中央区、1965年（昭和40年）7月開店[60] - 1972年（昭和47年）閉店[2]）
- （初代）八田店（福岡市東区土井[46]、1978年（昭和53年）9月開店[46]）

店舗面積822m2。
- 壱岐団地店（福岡市西区壱岐団地1006-1[1]、1976年（昭和51年）11月開店[46] - 2008年（平成20年）11月30日閉店）

店舗面積984m2。
旧サニーヤマエ
ハイマートかどた → ワイドマートドラッグ＆フード壱岐団地店（イオン九州運営）→ダイソー福岡壱岐団地店
- 松崎店（福岡市東区舞松原2-6-1[56]）、1973年（昭和48年）3月開店[46][56] - 2015年（平成27年）3月末閉店[20]）

店舗面積1,123m2。
- 若久団地店（福岡市南区、? - 2015年（平成27年）3月末閉店[20]）
- 寺塚店（福岡市南区寺塚[46]、1981年（昭和56年）11月開店[46]）

店舗面積454m2。
- 西新店（福岡市早良区西新4-1-1・西新エルモールプラリバ内[57]、? - 2015年（平成27年）7月31日西新エルモールプラリバ閉店[61]）

直営店舗面積1,100m2。
「西新エルモールプラリバ」の店舗面積20,208m2、延べ床面積約29,398m2。
西新岩田屋の営業していた時点で出店していた。 西新岩田屋の開店当時は岩田屋の地下食料品売り場だったが、1995年秋から1996年2月末にかけて
西新岩田屋の全館改装が行われた際、系列のサニーに運営を任すことになる。これにより1996年2月29日に九州初の百貨店内スーパーマーケットとして開店。
「西新エルモールプラリバ」後も営業していたが、建物の老朽化などを理由に「西新エルモールプラリバ」が閉店し、それに伴ってサニーも閉店となった。
- 柏原店（福岡市南区柏原[46]、1981年（昭和56年）5月開店[46]）

店舗面積1,371m2。
- 井尻店（福岡市南区井尻[62]、1969年（昭和44年）4月開店 - 1984年（昭和59年）12月閉店[62])

店舗面積1,011m2
- 美和台店（福岡市東区美和台[46]、1987年（昭和62年）11月開店[46]）

店舗面積614m2。
- 田島店（福岡市中央区笹丘[46]、1973年（昭和48年）11月開店[46]）

店舗面積2,316m2。
- 香住ヶ丘店（福岡市東区香住ヶ丘[46]、1983年（昭和58年）4月開店[46]）

店舗面積499m2。
- 室住店（福岡市早良区[46]（旧・西区）室住団地4番1号[1]、1970年（昭和45年）10月開店[46]）

店舗面積569m2。
- 長丘店（福岡市南区長丘3丁目3番1号、2023年（令和5年）8月20日閉店[63]）

#### 北九州市
- 富野店（北九州市小倉北区上富野4丁目12番35号[55]、1973年（昭和48年）11月開店[46][55]）

店舗面積1,212m2、延べ床面積約1,855m2。直営店舗面積1,212m2。
かじや富野ショッピングタウン。
- 枝光店（北九州市八幡東区枝光白川町[2]、1965年（昭和40年）7月開店[2]）

サニー6号店
- 徳力店（北九州市小倉南区大字徳力147[1]、1968年（昭和43年）9月開店[46]）

店舗面積954m2。
レッドキャベツ巌流市場徳力店
現UR徳力団地における商業施設の中核であった。
- 三ヶ森店（北九州市八幡西区大字永犬丸三田ヶ坪[64]、1973年（昭和48年）12月開店[64]）

売場面積2,184m2

#### 久留米市
- 平島店（久留米市津福本町[46]、1983年（昭和58年）7月開店[46]）

店舗面積499m2。
- 津福店（久留米市津福本町[46]、1985年（昭和60年）4月開店[46]）

店舗面積499m2。
- すわの町店（久留米市、? - 2015年（平成27年）3月末閉店[20]）

ゆめマートすわの
- 北野店（久留米市北野町、? - 2015年（平成27年）3月末閉店[20]）

開店当初はFC店であった。1999年（平成11年）に直営店となる。

#### 宗像市
- サンズ森林都市店（宗像市自由ケ丘[46]、1978年（昭和53年）12月開店[46]）

店舗面積793m2。
- 森林都市南店（宗像市自由ケ丘[46]、1985年（昭和60年）11月開店[46]）

店舗面積301m2。

#### その他
- 須玖店（春日市須玖[46]、1978年（昭和53年）7月開店[46]）
- サニーヤマエ春日公園店[47] → 春日公園店☆（春日市[47]、? - 2015年（平成27年）3月末閉店[20]現・トライアルクイック春日公園店）

店舗面積692m2。
- サニーヤマエ下大利店[47] → 下大利店（大野城市）
- 大佐野店（太宰府市大佐野[46]、1983年（昭和58年）3月開店[46]）

店舗面積647m2。
- 大牟田店（大牟田市栄町[2]、1964年（昭和39年）11月開店[2] - 1972年（昭和47年）閉店[2]）
- 八女店（八女市本町[46]、1988年（昭和63年）9月開店[46]）

店舗面積1,100m2。
- 小郡店（小郡市、? - 2015年（平成27年）3月末閉店[20]）

レガネット美鈴の杜店
- 吉井店（うきは市吉井町（旧浮羽郡吉井町）鷹取56-1[55]、1995年（平成7年）2月開店[55] - 2015年（平成27年）3月末閉店[20]）

店舗面積3,400m2、延べ床面積約4,376m2。
- 粕屋店（糟屋郡粕屋町、? - 2015年（平成27年）3月末閉店[20]）
- おおき店（三潴郡大木町、? - 2015年（平成27年）4月30日閉店[21]）
- 西友那珂川店[57] → 那珂川中原店（那珂川市中原3-122[57]、1999年（平成11年）11月開店[57] - 2020年（令和2年）1月10日閉店[65]）

店舗面積2,380m2、延べ床面積約2,975m2。直営店舗面積2,380m2。

### 佐賀県
- 鳥栖店（鳥栖市[2]、1965年（昭和40年）開店[2]）

サニー5号店

### 長崎県
- 長崎店（長崎市[32]、1968年（昭和43年）10月開店[30][32]）

### 熊本県
- 熊本下通店（熊本市下通[2]、1964年（昭和39年）5月20日開店[2]）

サニー2号店
- 帯山店（熊本市帯山[46]、1969年（昭和44年）4月開店[46]）

店舗面積613m2。
- 楠店（熊本市竜田町[46]、1974年（昭和49年）4月開店[46]）

店舗面積2,198m2。
- 武蔵ケ丘店（熊本市武蔵ケ丘[46]、1975年（昭和50年）9月開店[46]）

店舗面積736m2。
- 新大江店（熊本市新大江[46]、1982年（昭和57年）5月開店[46]）

店舗面積299m2。
- 熊本岩田屋店 → くまもと店（熊本市、2001年（平成13年）3月開店[66] - 2005年（平成17年）2月閉店[67]）

くまもと阪神（現・県民百貨店）地下食品売場の約半分を占めていた。
- カリーノ下通店（熊本市安政町、2003年（平成15年）3月27日開店 - 同年7月15日閉店[68]）

カリーノ下通地下1階部分 → フェスタカリーノ下通 → 蔦屋書店熊本三年坂
- 宇土ピア店（宇土市、? - 2013年（平成25年）3月31日閉店） → ダイレックス宇土店[要出典]
- 南熊本店（熊本市中央区[69]、2008年（平成20年）11月5日開店[18] - 2015年（平成27年）3月31日閉店[20][69]） → ドン・キホーテ南熊本店（2016年8月11日オープン[70]）

ゆうあいマートニコニコドー南熊本店跡地に建てられたActyくまもとの核テナント。
- 川尻店（熊本市南区[69]八幡町[46]、1984年（昭和59年）5月開店[46] - 2015年（平成27年）3月末閉店[20][69]）

店舗面積299m2。
- 新外店（熊本市東区[69]、? - 2015年（平成27年）3月末閉店[20][69]）

ゆめマート新外

## かつて行っていた独自サービス
株式会社サニーによる運営の頃は、会員カードによる割引や均一祭といった、親会社の西友とは異なる独立性があったが、次第に西友色が強まる中でそれらはすべて、西友への吸収合併前には廃止された。一方で、西友への吸収合併前からすでに、西友のプライベードブランドの一つである「グレートバリュー」など一部商品を取り扱っていた。西友への吸収合併後は、店名と店舗ロゴの違い以外は西友店舗とほぼ同一形態とされた。
- 3つのお約束 - 1998年3月より「品質の保障・品切れの保障・価格違いの保障」を「3つのお約束」として定め、商品品質に不満がある場合は返金・交換で対応、通常販売している商品が店頭になく品切れしていた場合は48時間以内に取り寄せ連絡、会計でレジ打ち間違いや値引き忘れなどで価格違いが生じた場合はレシートを持参し申告することで商品代金を全額返金した上で商品を進呈していた。この「3つのお約束」は店内ポスターなどの掲示物などでアピールしていた[71]。
- 給水サービス - 会員制の給水サービスを行っていた。会員は初回に限り専用ボトルを購入し、店内で無料給水ができた。
- わくわくカード - 一般的なポイントカードとは異なるものでで、会員価格で商品を購入できたり、購入金額や来店日数に応じてキャンペーン抽選などができた。のちにセゾンカード一体型カードも発行された。店内には確認用端末機「わくわくステーション」が設置されていた。2007年10月に廃止。
- 均一祭 - いくつかの特売セール「均一祭」を開催していたが、のちに西友店舗と同じEDLPを導入するにあたり廃止された。